# 鷲 (紋章)

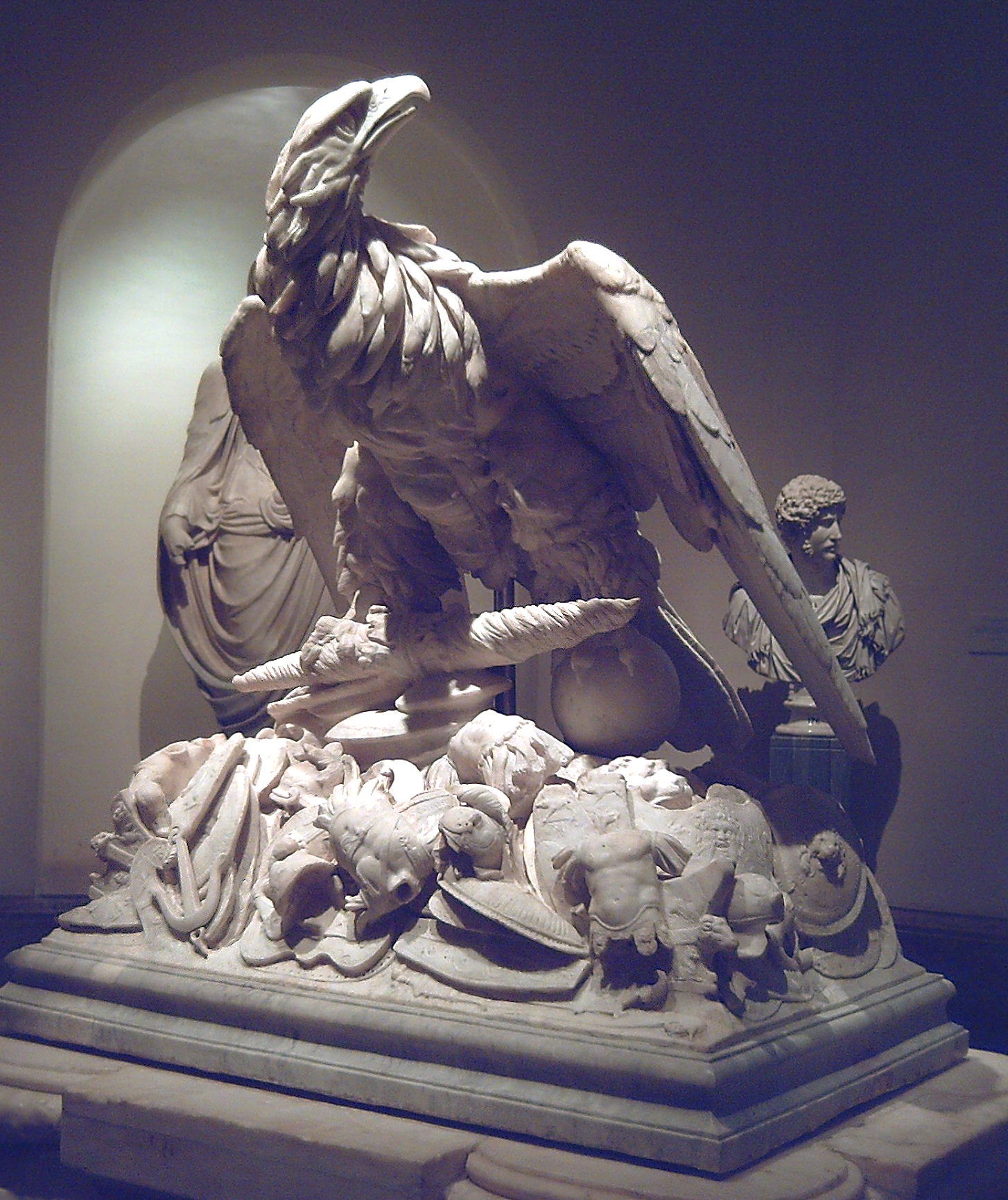
マルクス・ウァレリウス・メッサッラ・コルウィヌスの霊廟にあったとされるローマ帝国の鷲と武具の彫像。マドリードのプラド美術館所蔵。

鷲（わし、ドイツ語: Adler）は、鷲を用いた紋章の一つ。
鷲の図案は紋章の中で、チャージ、サポーター、クレストなどとして使われている。また頭部、羽、足など鷲の一部が使われる場合もある。
鷲は、強さ、勇気、遠眼、不死などの象徴として使われ、空の王者や最高神の使者とも考えられた。神話では、ギリシャ神話ではゼウス、ローマ神話ではユーピテル、ゲルマン部族ではオーディン、ユダヤ教やキリスト教の聖書では神、キリスト教芸術では福音記者ヨハネなどに関連して使われた。
古くはローマ帝国の国章とされ、ヨーロッパを中心として関連した帝国、王国、貴族、都市、教会などで使用された。現在のドイツ、アメリカ合衆国、ロシア連邦、エジプトなどの国章にも使われている。

## 例
世界の公式な紋章の中に鷲を使用したものは多数あり、そのバリエーションも多数あるが、それぞれの色々な伝統を反映している。主な例には以下がある。

ローマ帝国の国章の再現
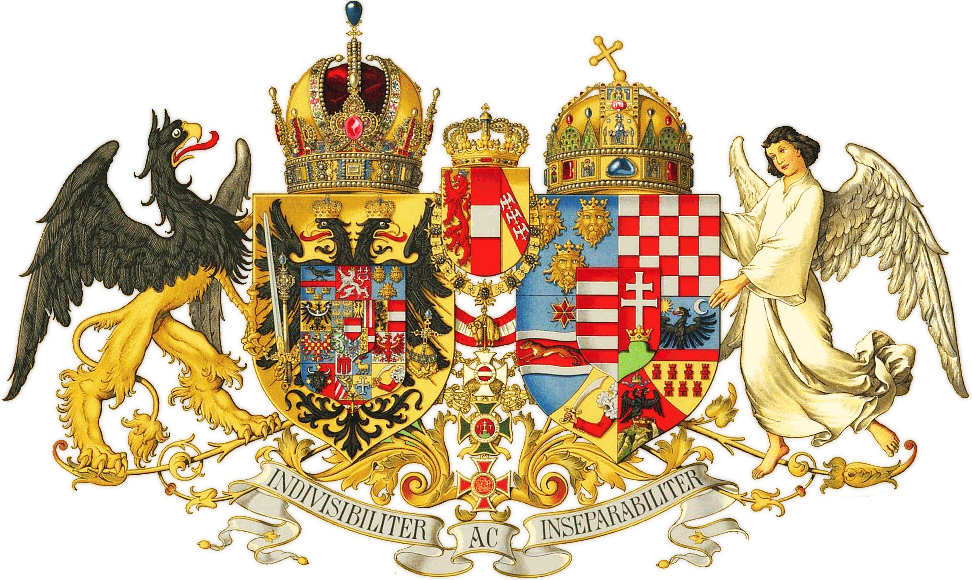
オーストリア＝ハンガリー帝国の国章
フランス第一帝政の国章
プロイセン王国の国旗
ナチス・ドイツの国章(1933–1945年)
イタリア社会共和国の国章(1943-1945年)
スペインの国章(1945-1977年)
ドイツの国章(1950年-)
オーストリアの国章
チェコの国章
ポーランドの国章（白い鷲）
ルーマニアの国章（黄金の鷲）
モルドバの国章
ナゴルノ・カラバフの国章
リヒテンシュタインの国章
ザンビアの国旗（フィッシュイーグル）
アメリカ合衆国の国章（ハクトウワシ）
メキシコの国章（アステカの伝説に由来）

### 双頭の鷲
双頭の鷲は、特に東ローマ帝国や神聖ローマ帝国に関連して使われた。

パレオロゴス家と東ローマ帝国のエンブレム
セルビアの国章
アルバニアの国章
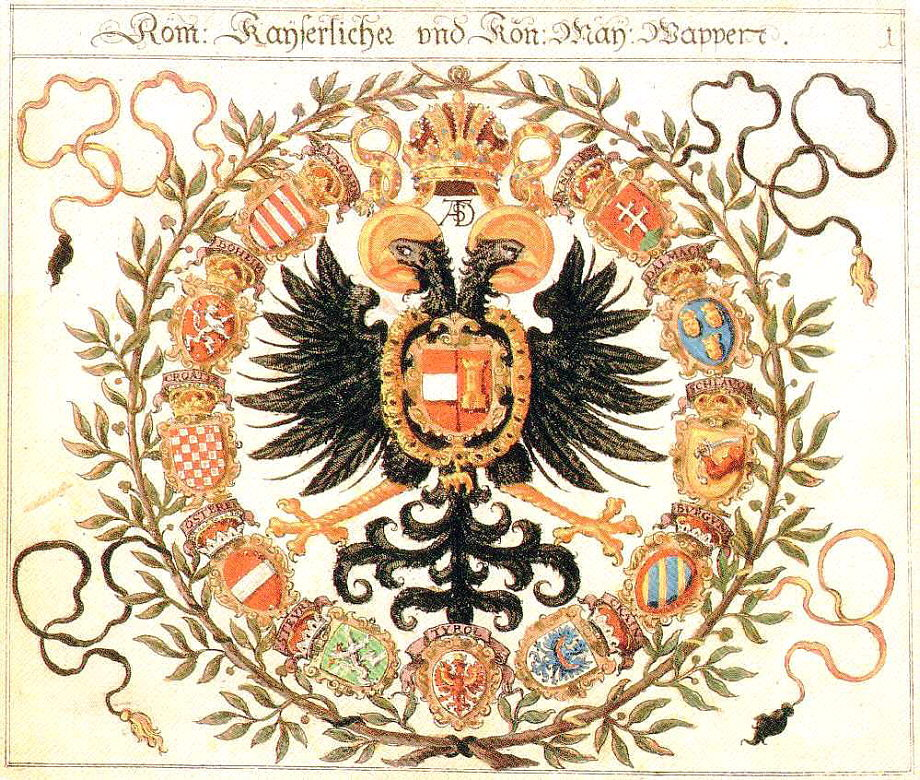
ハプスブルク家の神聖ローマ帝国の紋章
ロシア連邦の国章(2000年-)

### アラブ諸国
アラブ諸国はイスラーム化の前から鷲の図案を使用している。

#### サラディンの鷹
金色の鷹は「サラディンの鷹」とも呼ばれ、12世紀にサラディンによって使用され、20世紀の汎アラブ主義のシンボルとされた。エジプトは1984年に「クライシュ族の鷲」から現在の「サラディンの鷹」に変更した。

アラブ連合共和国の国章（1958-1961年）
イラクの国章（1965年-1991年）
イラクの国章（1991年-2004年）
イラクの国章（2004年-2008年）
イラクの国章（2008年-）
エジプトの国章
北イエメンの国章（1962年-1966年）
北イエメンの国章（1966年-1974年）
南イエメンの国章（1967年-1970年）
南イエメンの国章（1970-1990年）
リビア・アラブ共和国の国章（1970年-1972年）
パレスチナの国章

#### クライシュ族の鷲
「クライシュ族の鷲」は、以下の各国の他、アラビア半島を中心としたクライシュ族で使用されている。

アラブ共和国連邦の国章（1972-1977年）
エジプトの国章（1972-1984年）
シリアの国章（1957年以前）
シリアの国章（1963年-1972年）
シリアの国章
リビアの国章（1972年-1977年）
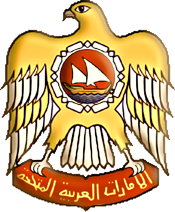
アラブ首長国連邦の国章（1973年-2008年）
アラブ首長国連邦の国章（2008年-）

### 類似の例
以下は、鷲ではない鳥の例である。

エクアドルの国章（コンドル）
ボリビアの国章（コンドル）
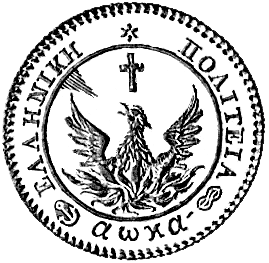
ギリシャ第一共和政の国章(1928-1932年、フェニックス)
アイスランドの国章（グリフォンとも）
インドネシアの国章（ガルダ）